# Olympische Sommerspiele 1924/Teilnehmer (Irland)
| Gelbes Symbol für Goldmedaillen mit stilisierten Olympischen Ringen | Graues Symbol für Silbermedaillen mit stilisierten Olympischen Ringen | Braundes Symbol für Bronzemedaillen mit stilisierten Olympischen Ringen |
| ------------------------------------------------------------------- | --------------------------------------------------------------------- | ----------------------------------------------------------------------- |
| —                                                                   | —                                                                     | —                                                                       |

Irland nahm an den Olympischen Sommerspielen 1924 in Paris mit einer Delegation von 48 Athleten (46 Männer und 2 Frauen) an 29 Wettkämpfen in sechs Wettbewerben teil. Ein Medaillengewinn gelang keinem der Athleten. Es war die erste Teilnahme an Olympischen Sommerspielen.

## Teilnehmer nach Sportarten

### Boxen
- Myles McDonagh
Fliegengewicht: im Achtelfinale ausgeschieden

- Robert Hilliard
Bantamgewicht: im Achtelfinale ausgeschieden

- Maurice Doyle
Federgewicht: in der 1. Runde ausgeschieden

- James Kelleher
Leichtgewicht: in der 1. Runde ausgeschieden

- Patrick Dwyer
Weltergewicht: 4. Platz

- William Murphy
Mittelgewicht: im Viertelfinale ausgeschieden

- John Kidley
Halbschwergewicht: im Achtelfinale ausgeschieden

### Fußball
- im Viertelfinale ausgeschieden
Ernie McKay
Denis Hannon
Frank Ghent
Bertie Kerr
Jack MacCarthy
Johnny Murray
Jimmy Dykes
Joe Kendrick
Michael John Farrell
Paddy O’Reilly
Paddy Duncan
Tommy Muldoon

### Kunstwettbewerbe
- John Weldon
- Oliver Sheppard
- J. Ryan
- T. C. Murray
- John Lavery
- Seán Keating
- Oliver St. John Gogarty
Literatur: Bronze

- Jack Butler Yeats
Malerei: Silber

### Leichtathletik
Männer
- William Lowe
100 m: im Vorlauf ausgeschieden
200 m: im Viertelfinale ausgeschieden

- Sean Lavan
200 m: im Viertelfinale ausgeschieden
400 m: im Viertelfinale ausgeschieden

- Norman MacEachern
800 m: im Vorlauf ausgeschieden

- J. J. Ryan
10.000 m: Rennen nicht beendet
Cross-Country: Rennen nicht beendet

- Sean Kelly
3000 m Hindernis: 39. Platz

- Larry Stanley
Hochsprung: 10. Platz

- John O’Connor
Dreisprung: 10. Platz

- John O’Grady
Kugelstoßen: 17. Platz

- Patrick Bermingham
Diskuswurf: 11. Platz

- William Shanahan
Zehnkampf: 19. Platz

### Tennis
Männer
- Walter Ireland
Einzel: in der 1. Runde ausgeschieden
Doppel: in der 1. Runde ausgeschieden
Mixed: in der 1. Runde ausgeschieden

- Edwin McCrea
Einzel: in der 1. Runde ausgeschieden
Doppel: in der 1. Runde ausgeschieden
Mixed: im Viertelfinale ausgeschieden

Frauen
- Hilda Wallis
Einzel: in der 1. Runde ausgeschieden
Doppel: im Achtelfinale ausgeschieden
Mixed: im Viertelfinale ausgeschieden

- Phoebe Blair-White
Einzel: in der 2. Runde ausgeschieden
Doppel: im Achtelfinale ausgeschieden
Mixed: in der 1. Runde ausgeschieden

### Wasserball
- 8. Platz
Charles Barrett
Jim Beckett
James S. Brady
Pat Convery
Charles Fagan
Michael O’Connor
Noel Purcell